# Gramat
Gramat är en kommun i departementet Lot i regionen Occitanien i södra Frankrike. Kommunen ligger i kantonen Gramat som tillhör arrondissementet Gourdon. År 2022 hade Gramat 3 496 invånare.

## Befolkningsutveckling
Antalet invånare i kommunen Gramat
| Referens: INSEE |